# Chuelles
Chuelles är en kommun i departementet Loiret i regionen Centre-Val de Loire strax norr Frankrikes mitt. Kommunen ligger i kantonen Château-Renard som tillhör arrondissementet Montargis. År 2022 hade Chuelles 1 230 invånare.

## Befolkningsutveckling
Antalet invånare i kommunen Chuelles
| Referens: INSEE |